# Paradactylopodia oculata
Paradactylopodia oculata är en kräftdjursart som först beskrevs av Gurney 1927.  Paradactylopodia oculata ingår i släktet Paradactylopodia och familjen Thalestridae. Inga underarter finns listade i Catalogue of Life.